# Echium onosmifolium
Echium onosmifolium är en strävbladig växtart. Echium onosmifolium ingår i släktet snokörter, och familjen strävbladiga växter.

## Underarter
Arten delas in i följande underarter:
- E. o. onosmifolium
- E. o. spectabile

## Bildgalleri

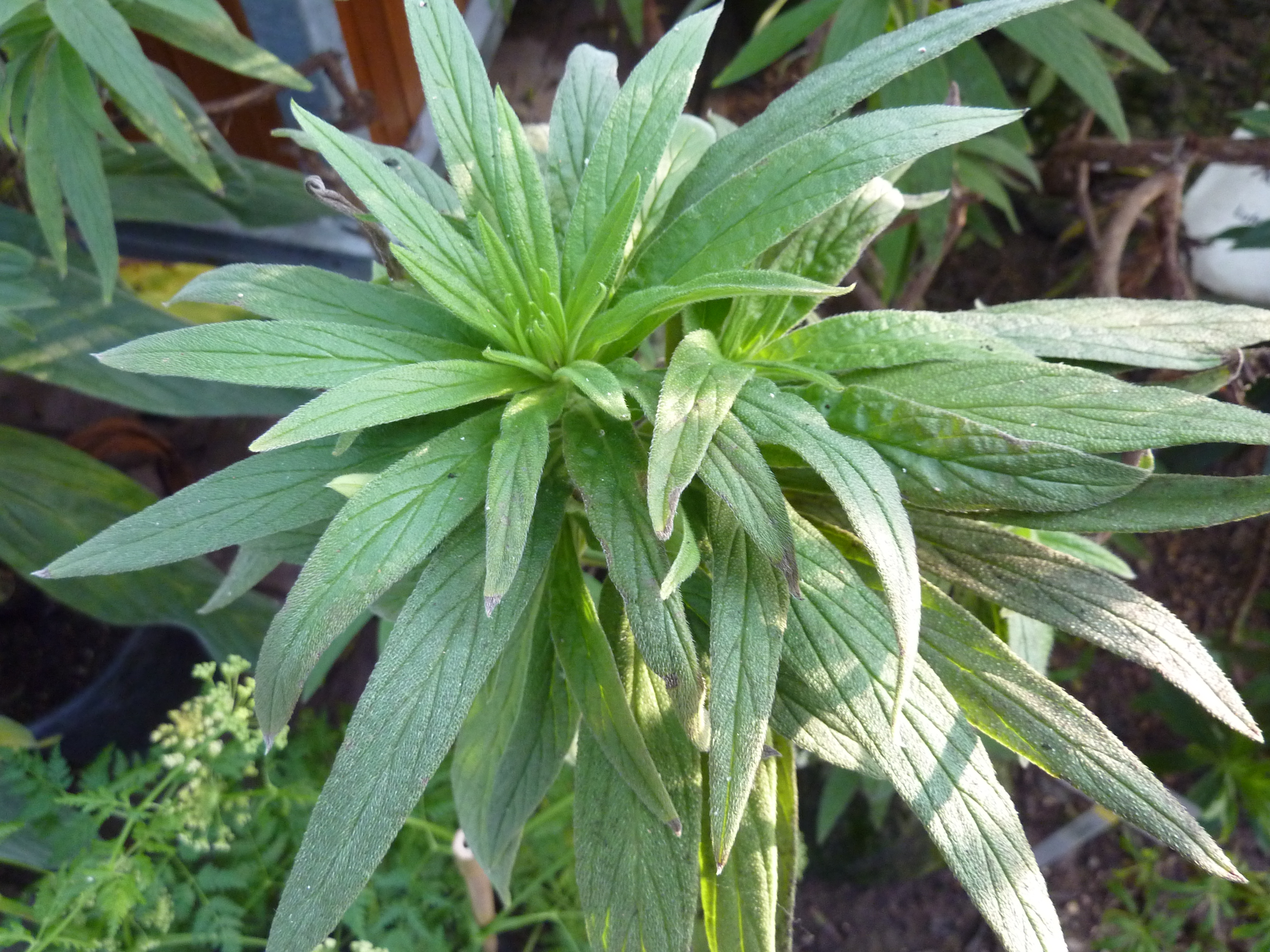